# Tiomaniella ladam
Tiomaniella ladam – gatunek pająka z rodziny spachaczowatych i podrodziny Heteropodinae, jedyny z monotypowego rodzaju Tiomaniella.

## Taksonomia
Gatunek i rodzaj opisane zostały po raz pierwszy w 2022 roku przez Elenę Grall i Petera Jägera na łamach „Zootaxa”. Jako miejsce typowe wskazano „pied du  Gunung” na wyspie Tioman, wchodzącej w skład malezyjskiego stanu Pahang. Nazwa rodzajowa pochodzi od miejsca typowego, zaś epitet gatunkowy oznacza po malezyjsku „podkowiasty” i nawiązuje do wzoru na karapaksie.

## Morfologia
Samce osiągają od 4,8 do 5,3 mm, a samice od 6 do 6,8 mm długości ciała. U okazów przechowywanych w alkoholu karapaks jest żółtawobrązowy z brązowym pasem wzdłuż środka, brązową plamą w kształcie podkowy z tyłu oraz ciemnobrązowymi krawędziami bocznymi i trzema kropkami. Sternum ma kolor żółty. Szczękoczułki, nogogłaszczki i odnóża są głównie żółtawobrązowe, przy czym nadstopia i stopy są rudobrązowe. Opistosoma (odwłok) samca jest z wierzchu szara z brązowym nakrapianiem i szarym pasem wzdłuż środka, od spodu zaś szara z brązowymi paskami bo bokach. U samicy jest ona brązowa z żółtawobiałym nakrapianiem i białym pasem wzdłuż środka, od spodu zaś żółtawobrązowa z brązowymi paskami bo bokach. Szczękoczułki samca mają 3 zęby na krawędzi przedniej, 5 zębów na krawędzi tylnej, 16 ząbków intermarginalnych i jedną szczecinkę eskortującą. Szczękoczułki samicy mają 3 zęby na krawędzi przedniej, 4 zęby na krawędzi tylnej, 22 ząbki intermarginalne i jedną szczecinkę eskortującą.
Nogogłaszczki samca charakteryzują się osadzoną na goleni subdystalnie apofizą retrolateralną o jednakowej długości gałęziach grzbietowej i brzusznej, dwukrotnie dłuższym od goleni cymbium z bardzo silnie powiększoną nabrzmiałością tylno-boczną, tegulum z nabrzmiałą częścią środkową, wyraźnym, osadzonym na pierwszej godzinie tegulum konduktorem o wachlarzowatym wierzchołku, osadzoną pośrodkowo apofizą tegularną o szerokiej podstawie i zaostrzonym szczycie, żaglowatym z nitkowato przedłużonym szczytem subtegulum zakrywającym połowę długości embolusa, a wyraźnie S-kształtnym spermoforem oraz u podstawy grubym, a dalej nitkowatym, biegnącym po półokręgu embolusem. Genitalia samicy cechują się nieco szerszym niż dłuższym polem epigynalnym z wyraźnymi pasmami przednimi. Epigyne ma umieszczone bocznie narządy kopulacyjne z kieszonkami epigynalnymi z tyłu i pozbawione jest przegrody pośrodkowej. Płaty boczne nie sięgają przedniej połowy epigyne i mają pośrodkowe wcięcie z tyłu. Do dużych spermatek prowadzą bardzo szerokie przewody.

## Rozprzestrzenienie
Pająk orientalny, endemiczny dla wyspy Tioman wchodzącej w skład malezyjskiego stanu Pahang. Znajdywany na terenie lasów równikowych.